# Liste des maires d'Agen
La liste des maires d'Agen présente la liste des maires de la commune française d'Agen, préfecture du Lot-et-Garonne située dans la région Nouvelle Aquitaine.

## L'Hôtel de ville

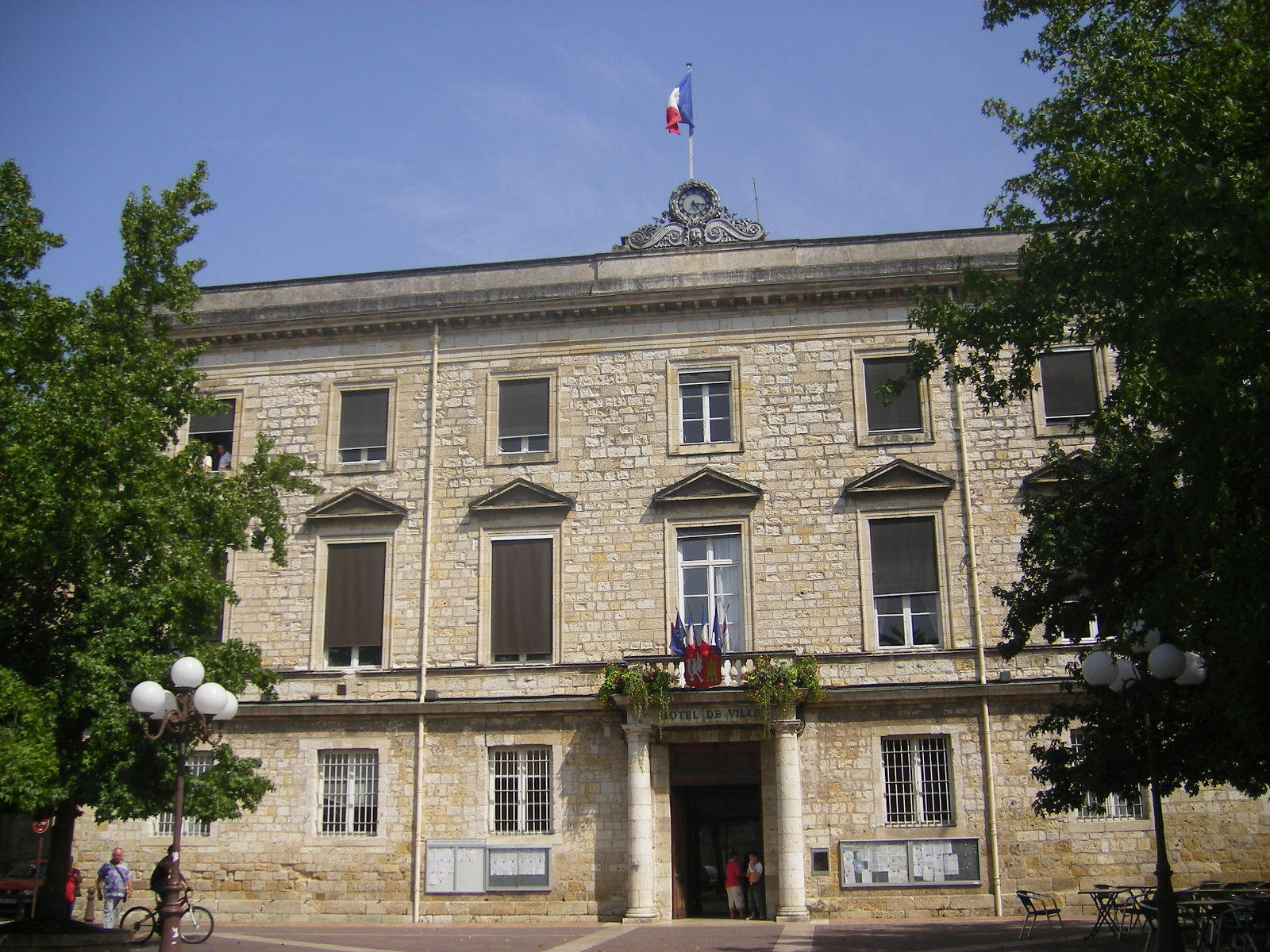
L'hôtel de ville d'Agen.

## Liste des maires

### Entre 1790 et 1944
| Période | Période | Identité                        | Étiquette | Qualité                              |
| ------- | ------- | ------------------------------- | --------- | ------------------------------------ |
| 1790    | 1791    | Marc-Antoine de Laroche-Monbrun |           |                                      |
| 1791    | 1792    | Claude Lamouroux                |           |                                      |
| 1792    | 1793    | Charles-Marie Lafon du Cujula   |           |                                      |
| 1793    | 1794    | Arnaud Caprais Géraud           |           |                                      |
| 1794    | 1795    | Charles-Marie Lafon du Cujula   |           |                                      |
| 1795    | 1798    | Joseph Raymond                  |           |                                      |
| 1798    | 1798    | M. Castelnaud                   |           |                                      |
| 1798    | 1798    | M. Chaudordy                    |           |                                      |
| 1798    | 1799    | M. Fizelier                     |           |                                      |
| 1799    | 1801    | Joseph Raymond                  |           |                                      |
| 1801    | 1815    | Jean-Chrysostome de Sevin       |           | Député                               |
| 1815    | 1830    | Anne Claude de Lugat            |           |                                      |
| 1830    | 1840    | Adolphe de Raymond              |           | Comte                                |
| 1840    | 1841    | Jules Menne                     |           |                                      |
| 1841    | 1848    | Adolphe de Raymond              |           | Comte                                |
| 1848    | 1854    | Jules Menne                     |           |                                      |
| 1854    | 1856    | Charles Bony                    |           |                                      |
| 1857    | 1870    | Raymond Noubel                  |           | Député Sénateur                      |
| 1870    | 1871    | Armand Delpech                  |           |                                      |
| 1871    | 1874    | Maurice Gué                     |           |                                      |
| 1874    | 1876    | Joseph Meynot                   |           |                                      |
| 1876    | 1879    | Eugène Lugeol                   |           |                                      |
| 1879    | 1880    | Jean-Louis Jouitou              |           |                                      |
| 1880    | 1889    | Jean-Baptiste Durand            |           | Sénateur                             |
| 1889    | 1890    | Nelson Lanes                    |           |                                      |
| 1890    | 1893    | Guillaume Gros                  |           |                                      |
| 1893    | 1896    | Ulysse Marcadet                 |           |                                      |
| 1896    | 1900    | Joseph Chaumié                  |           | Sénateur Ministre                    |
| 1900    | 1904    | Jean-Louis Jouitou              |           |                                      |
| 1904    | 1912    | Georges Delpech                 | Radical   | Conseiller général d'Agen-1          |
| 1912    | 1919    | Georges Laboulbène              | Radical   | Conseiller général d'Agen-1 Sénateur |
| 1919    | 1922    | Jules Cels                      | Radical   | Conseiller général Député Ministre   |
| 1922    | 1933    | Maximilien Labat                |           |                                      |
| 1933    | 1934    | Georges Laboulbène              | Radical   | Conseiller général d'Agen-1 Sénateur |
| 1934    | 1935    | Jean Labessant                  |           |                                      |
| 1935    | 1941    | Oscar-François Messines         | SFIO      | Médecin                              |
| 1941    | 1941    | Jean Dizot de Montagu           |           | Général                              |
| 1941    | 1944    | René Bonnat                     |           |                                      |

### Depuis 1944
Depuis la Libération, huit maires se sont succédé à la tête de la commune.
| Période                        | Période   | Identité                     | Étiquette                       | Qualité |
| ------------------------------ | --------- | ---------------------------- | ------------------------------- | --- |
| 1944                           | 1947      | Oscar-François Messines      | SFIO                            | Médecin |
| 1947                           | 1962      | Alexis Pain (1881-1962)      | PRRRS puis RGR                  | Ancien receveur de l'enregistrement Conseiller général de Francescas (1945 → 1958) Décédé en fonction                                                                         |
| octobre 1962                   | mars 1971 | Pierre Pomarède              | PRRRS                           | |
| mars 1971                      | mai 1981  | Pierre Esquirol, (1909-1981) | Rad. puis MRG puis RI           | Chirurgien Conseiller général d'Agen-Centre (1973 → 1981) Conseiller régional d'Aquitaine Décédé en fonction                                                                  |
| 1981                           | mars 1989 | Georges Ricci                | UDF-Rad.                        | Adjoint au maire Sous-préfet de Castelsarrasin |
| mars 1989                      | mars 2001 | Paul Chollet                 | UDF                             | Médecin Conseiller général d'Agen-Centre Conseiller régional d'Aquitaine Député                                                                                               |
| mars 2001                      | mars 2008 | Alain Veyret                 | PS                              | Chirurgien Conseiller général Député |
| mars 2008, (réélu en mai 2020) | En cours  | Jean Dionis du Séjour,       | NC puis UDI (NC/LC) puis MoDem, | Ingénieur Président de la CA d'Agen (2008-2012) Président de l'Agglomération d'Agen, (2013-) Conseiller régional d'Aquitaine Conseiller régional de Nouvelle-Aquitaine Député |